# رافائله ماشوکی
رافائله ماشوکی (ایتالیایی: Raffaele Masciocchi) فیلم‌بردار اهل ایتالیا است.
از فیلم‌ها یا مجموعه‌های تلویزیونی که وی در آن‌ها نقش داشته است، می‌توان به سرنوشت، لازارلا، شمشیر و صلیب، هانیبال و شبح اشاره نمود.